# Diplodactylus tessellatus
Espèce
Synonymes
- Stenodactylopsis tessellatus Günther, 1875

Diplodactylus tessellatus est une espèce de gecko de la famille des Diplodactylidae.

## Répartition
Cette espèce est endémique d'Australie. Elle se rencontre en Australie-Méridionale, au Territoire du Nord, au Queensland, en Nouvelle-Galles du Sud et au Victoria.

## Description
Ce gecko nocturne est relativement trapu, avec une queue courte et massive et des écailles apparentes. Il est marron-vert pale, parfois orangé (selon les individus), avec de nombreux points plus sombres.
Les mâles présentent des renflements à la base de la queue, logement des hémipénis.

## Publication originale
- Günther, 1875 : A list of the saurians of Australia and New Zealand in Richardson & Gray, 1875 : The zoology of the voyage of H.M.S. Erebus and Terror, during the years 1839 to 1843. By authority of the Lords Commissioners of the Admiralty, E. W. Janson, London, vol. 2, p. 9-19 (texte intégral).